# Тухељ
Тухељ је насељено место и седиште општине у Крапинско-загорској жупанији, Хрватска. До територијалне реорганизације у Хрватској налазио се у саставу бивше велике општине Клањец.

## Становништво
На попису становништва 2011. године, општина Тухељ је имала 2.104 становника, од чега у самом Тухљу 205.

## Попис1991.
На попису становништва 1991. године, насељено место Тухељ је имало 228 становника, следећег националног састава:
| Попис 1991.‍ | Попис 1991.‍ | Попис 1991.‍ | Попис 1991.‍ | Попис 1991.‍ |
| ----------- | ----------- | ----------- | ----------- | ----------- |
|             |             |             |             |             |
| Хрвати      | Хрвати      |             | 225         | 98,68%      |
| Македонци   | Македонци   |             | 1           | 0,43%       |
| Словенци    | Словенци    |             | 1           | 0,43%       |
| Срби        | Срби        |             | 1           | 0,43%       |
| укупно: 228 |             |             |             |             |